# Lambertville (New Jersey)
Lambertville è un comune degli Stati Uniti d'America, nella Contea di Hunterdon, nello Stato del New Jersey. Come da censimento del 2010 degli USA, la città conta 3.906 abitanti.